# Oreste di Macedonia
Oreste (in greco: Ὀρέστης ὁ Μακεδών), (V secolo a.C. – 396 a.C.) era figlio di Archelao, succedendogli al trono in giovane età dopo che il padre venne assassinato.
Regnò tra il 399 e il 396 a.C. insieme al suo tutore Aeropo II, il quale poi si fece eleggere re (per cui si sospetta che avesse fatto uccidere il giovane sovrano).

## Fonti
- Edward Farr, Storia dei Macedoni, pagina 43,  1850